# Fulda (stacja kolejowa)
Fulda – stacja kolejowa w Fuldzie, w kraju związkowym Hesja, w Niemczech.